# Mathias Petter Kraft
Mathias Petter Kraft, född 14 juni 1753 i Gävle, Gävleborgs län, död 9 juli 1807 i Jakob och Johannes församling, Stockholm, var en svensk instrumentmakare.

## Biografi
Mathias Petter Kraft var son till snickaren Mathias Kraft. Han blev 1772 gesäll hos instrumentmakaren Pehr Lundborg och stannade i dennes lära till 1778. 1779 blev Kraft hovinstrumentmakare, erhöll 1780 egna privilegier på instrumentmakeri och 1788 burskap som instrumentmakare i Stockholm. Han avsade sig 1797 manufakturprivilegierna och inträdde 1798 i snickarämbetet. Kraft kom att bli den främste av den gustavianska tidens svenska instrumentmakare och den som utvecklade den svenska lutan.
Mathias Petter Kraft förblev ogift och vid sin död testamenterade han huvuddelen av sina tillgångar till inrättandet av en skola för fattiga borgarbarn, Kraftska skolan, som fanns kvar till 1972.
Han hade sin verkstad från 1794 på kvarter Åskslaget nr 41 i Jakob och Johannes församling, Stockholm.

## Instrument

Svensk luta (N147488), 1789.
Svensk luta (N147488), 1789.
Svensk luta (N147488), 1789.

### Klavikord
- Klavikord.
- 1782 - Klavikord.
- 1792 - Klavikord.
- 1806 - Klavikord.
- 1797 - Klavikord.

## Medarbetare
- 1794 - Christian Bakwitz. Han var gesäll hos Kraft.
- 1794-1795 - Carl Åkerberg. Han var lärling hos Kraft och blev gesäll 1796.
- 1794-1796 - Ludvig Theseu. Han var lärling hos Kraft.
- 1794-1796, 1804-1807 - Göran Garman (1752-1809). Han var gesäll hos Kraft.
- 1794-1796, 1804-1805 - Eric Billström (född 1763). Han var gesäll hos Kraft.
- 1796 - Johan Garman. Han var gesäll hos Kraft.
- 1796 - Carl. Han var lärling hos Kraft.
- 1796, 1802 - Groth. Han var gesäll hos Kraft.
- 1796 - Mollberg. Han var gesäll hos Kraft.
- 1802 - Carl. Han var lärling hos Kraft.
- 1802 - Garman. Han var gesäll hos Kraft.
- 1802 - Mollerström. Han var gesäll hos Kraft.
- 1803 - Peter Södersten. Han var lärling hos Kraft.
- 1803 - Rafael Bergström. Han var gesäll hos Kraft.
- 1803 - Peter Billström. Han var gesäll hos Kraft.
- 1803 - Gottfrid Mollenberg. Han var gesäll hos Kraft.
- 1803 - Gabriel Sundberg. Han var gesäll hos Kraft.
- 1803-1807 - David Garman (född 1787). Han var lärling hos Kraft.
- 1804 - Carl Hallenberg. Han var gesäll hos Kraft.
- 1804 - Anders Sundberg. Han var gesäll hos Kraft.
- 1805 - Olof Sundberg/Smedberg (född 1775). Han var gesäll hos Kraft.
- 1805-1806 - Anders Löfström (född 1772). Han var gesäll hos Kraft.
- 1805-1807 - Lorentz Mollenberg (1764/1765-1824). Han var gesäll hos Kraft.
- 1806-1807 - Johan Peter Billström. Han var gesäll hos Kraft.